# Euphorbia moehringioides
Euphorbia moehringioides är en törelväxtart som beskrevs av Ferdinand Albin Pax. Euphorbia moehringioides ingår i släktet törlar, och familjen törelväxter. Inga underarter finns listade i Catalogue of Life.